# Felix zu Salm-Salm

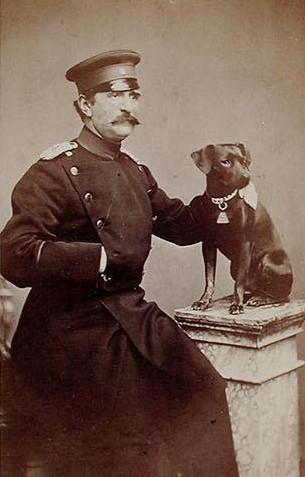
Felix zu Salm-Salm mit Dackel Rosi

Felix Constantin Alexander Johann Nepomuk zu Salm-Salm (* 25. Dezember 1828 auf Burg Anholt, heute Kreis Borken; † (gefallen) 18. August 1870 bei Saint-Privat-la-Montagne, Frankreich) war ein deutscher Fürstensohn und Abenteurer. Er diente beim preußischen, österreichischen, US-amerikanischen und mexikanischen Militär als Offizier und nahm an mehreren Kriegen in Amerika und Europa teil. Besonders bekannt geworden ist er aufgrund seiner Stellung als Vertrauter und Adjutant des mexikanischen Kaisers Maximilian I.

## Familie
Siehe auch: Salm (Adelsgeschlecht)

Felix zu Salm-Salm, Foto 1850

Felix Prinz zu Salm, der seinen Vornamen nach Félix Baciocchi, dem mit Napoleon verschwägerten Onkel seiner Mutter, erhalten hatte, war der jüngste Sohn des Florentin Fürst zu Salm-Salm und der korsischen Adeligen Flaminia di Rossi. Die Familie Salm-Salm zählte bis 1806 zu den reichsfürstlichen Häusern und war ab 1806 eng in das europäische Herrschaftssystem Napoleons eingebunden gewesen. Der Großvater Konstantin hatte den Rheinbund mitbegründet, gehörte aber nach der französischen Annexion seines Landes nicht mehr zu den regierenden Fürsten in Europa. Das im äußersten Westen Westfalens gelegene Gebiet des Fürstentums Salm war seit 1815 infolge der auf dem Wiener Kongress geregelten Restauration Europas unter preußische Souveränität gelangt. Die Fürsten zu Salm-Salm waren daher nur noch Standesherren im Königreich Preußen.
Aufgrund seines seit frühen Jahren unsteten und unkonventionellen Lebenswandels ging Felix zeitlebens der Ruf eines „schwarzen Schafes“ der Familie voraus. Mit seinem ältesten Bruder Alfred, der dem Vater als Chef des Hauses und 5. Fürst zu Salm-Salm nachfolgte, verstand Felix sich nicht gut.
Mit 34 Jahren heiratete er am 30. August 1862 in der St. Patrick’s Catholic Church von Washington, D.C. Agnes Leclerq Joy, eine Cousine des amerikanischen Präsidenten Abraham Lincoln und eine Tochter des amerikanischen Generals William Leclerq Joy (1793–1866). Agnes begleitete den Prinzen auf seinen Feldzügen und Reisen und veröffentlichte später die Memoirenreihe Zehn Jahre aus meinem Leben, 1862–72. Agnes Leclerq Joy vermählte sich 1876 in Stuttgart ein zweites Mal und heiratete den englischen Edelmann Charles Heneage aus Lincolnshire, von dem sie sich aber zwanzig Jahre später scheiden ließ.

## Leben

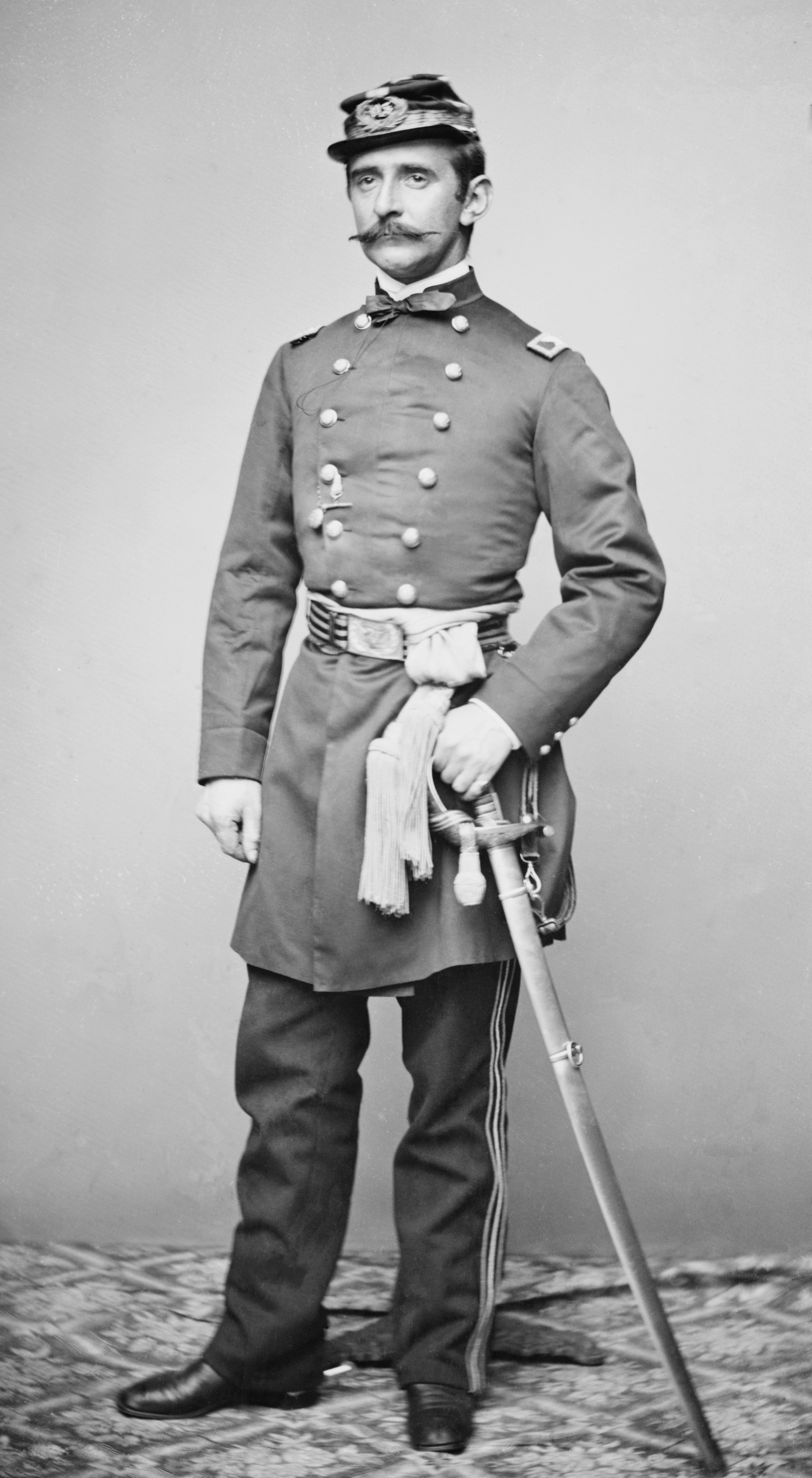
Felix zu Salm-Salm während des Amerikanischen Bürgerkriegs, Fotografie von Mathew B. Brady

Der Prinz wurde zunächst Offizier der königlich preußischen Armee. Er war beim 11. Husarenregiment in Münster, als der Schleswig-Holsteinische Krieg begann. Bei einem Gefecht bei Aarhus am 18. Mai 1849 wurde er durch einen Säbelhieb in den Ellenbogen schwer verletzt und geriet in Gefangenschaft. Nach dem Krieg wechselte er dann aber wegen Spielschulden zur k.k. Armee (Ulanenregiment Nr. 1). Er kämpfte für Österreich 1859 in Italien. Doch auch in Österreich verfiel er seiner Spielleidenschaft und musste schließlich wegen allzu hoher Schulden, Duellen und einiger Liebesaffären im Jahr 1861 auf Geheiß der Familie nach Nordamerika auswandern. Dort verdingte er sich von 1862 bis 1865 bei der Armee der Nordstaaten und diente während des Amerikanischen Bürgerkriegs als Oberst und Brigade-Kommandeur mit dem Brevet-Rang Brigadegeneral. Auf einem der Empfänge, die Präsident Abraham Lincoln für seine Offiziere gab, lernte er seine damals in Washington, D.C. lebende künftige Frau Agnes Leclerq Joy (1840–1912) kennen, die nach ihrer Hochzeit die Militärkarriere ihres Mannes durch ihre Beziehungen zu fördern versuchte und ihn auf die Schlachtfelder begleitete. Salm bekleidete anfangs eine Stellung im Stab des deutschen Generals Ludwig Blenker, dem „Wartesaal für deutsche Offiziere“ im Willard Hotel; später bekam er – trotz eingeschränkter englischer Sprachkenntnisse – das Kommando über Regimenter zugeteilt, zunächst – als Nachfolger von Julius Stahel – den Befehl über die 8th New York Volunteers der Army of the Potomac der Nordstaaten, was den radikaldemokratisch gesinnten Hauptmann Gustav Struve empörte sowie zur Beendigung seiner Militärlaufbahn und zur Rückkehr nach Europa veranlasste. Danach kommandierte Salm das 68th New York Regiment. Salm kam während des Bürgerkriegs kaum zum Kampfeinsatz. Erst in der Schlacht von Nashville konnte er Ende 1864 an den Kriegshandlungen teilnehmen. Im Frühjahr 1865 befehligte er eine Brigade im Etowah-Distrikt. Vom Juli bis Oktober 1865 fungierte er als Kommandeur des Militärbezirks Atlanta.

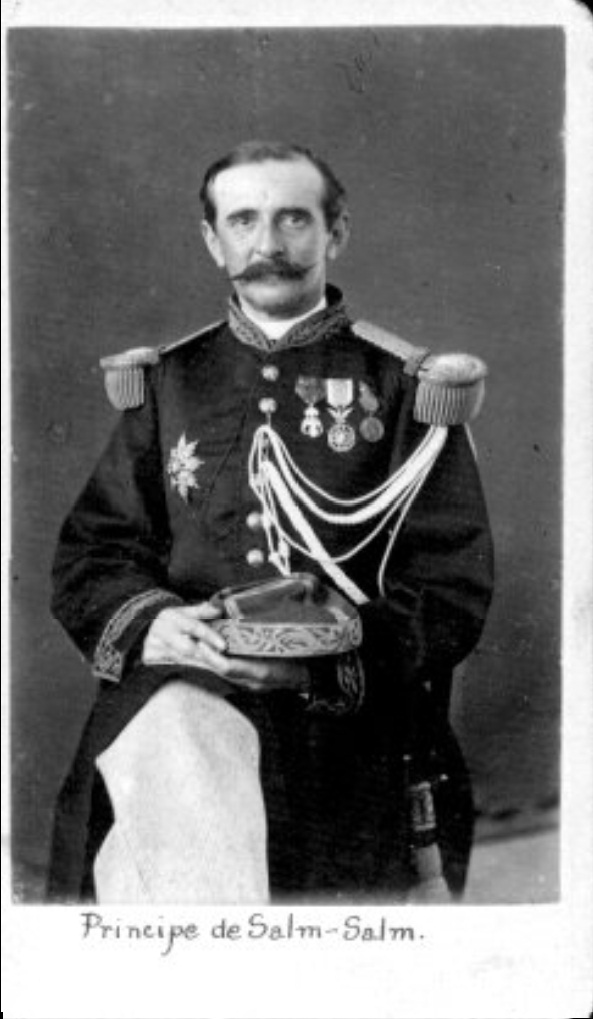
Felix zu Salm-Salm in mexikanischer Uniform

Nach Beendigung des Amerikanischen Bürgerkriegs wurde Salm zunächst beschäftigungslos. Eine reguläre Position in der US-Armee schlug er aus. Durch Empfehlungen preußischer und österreichischer Diplomaten in den USA gelang es ihm, sich von 1866 bis 1867 in Mexiko als Oberst (nicht General, wie vielfach zu lesen ist) der Armee des damaligen mexikanischen Kaisers Maximilian I. anzuschließen, dessen Flügeladjutant er wurde. Seinen Aufstieg begünstigte, dass diesen seine französischen und österreichischen Gefolgsleute soeben im Stich ließen. Er begleitete Maximilian bis zum Ende und geriet mit ihm in Santiago de Querétaro in Gefangenschaft. Vom früheren Revolutionsführer und nunmehrigen Präsidenten Benito Juárez wurde Salm – zusammen mit Maximilian und dessen Generalen Tomás Mejía und Miguel Miramón – zum Tode durch Erschießen verurteilt, nach der Hinrichtung der Vorgenannten aber zu sieben Jahren Haft auf der Festung San Juan de Ulúa begnadigt. Auf inständiges Bitten seiner Ehefrau, die ihm nach Mexiko gefolgt war, wurde er von Juárez dann aber schon im Dezember 1867 vorzeitig aus der Festungshaft entlassen. Salm war Augenzeuge der Obduktion und Konservierung des Leichnams Maximilians. Ein dabei chirurgisch geborgenes Bleiprojektil nahm er an sich. Es wird bis heute im Hausarchiv des Hauses Salm-Salm auf Burg Anholt aufbewahrt.
Nach seiner Freilassung kehrte Salm in den preußischen Militärdienst zurück – auch hier halfen ihm wieder seine familiären und persönlichen Kontakte – und diente im Deutsch-Französischen Krieg als Major und Kommandeur eines Bataillons des preußischen 4. Garde-Grenadier-Regiments. In dieser Stellung fand er in der Schlacht bei Gravelotte den Tod. Felix zu Salm-Salm starb am 18. August 1870 in einem Feldlazarett. Nach Aufzeichnungen aus Verlustlisten starb er infolge eines Brustschusses sowie an zwei Schüssen in den rechten Arm. Seine Frau Agnes, die als Krankenschwester ein preußisches Lazarett leitete und ihn aufs Schlachtfeld begleitet hatte, brachte den Leichnam in Begleitung einer von Alfred zu Salm-Salm geführten Eskorte nach Anholt, wo Salm in der Familiengruft beigesetzt wurde. Am gleichen Tag wie Felix und als Leutnant in der gleichen Einheit starb auch Felix’ Neffe Florentin zu Salm-Salm (1852–1870).

## Testament und Dokumente Maximilians I.
In seinem Testament hatte Kaiser Maximilian I. verfügt, dass alle seine Dokumente Felix zu Salm-Salm erben solle. Darüber hinaus äußerte der Kaiser in diesem Testament den Wunsch, dass Felix mit José Fernando Ramírez aufgrund dieser Dokumente eine Geschichte des Mexikanischen Kaiserreichs und der Verhandlungen, die zur Annahme der mexikanischen Kaiserkrone durch Maximilian geführt hatten, schreiben möge. Ohne dass Felix von dieser testamentarischen Bestimmung Genaueres erfuhr, gelangten die Dokumente mit Kaiserin Charlotte nach Schloss Miramare. Als Felix nach seiner mexikanischen Gefangenschaft nach Europa zurückgekehrt war, erhielt er durch Zufall Kenntnis vom Vorhandensein dieser Bestimmung, die auf Befehl Kaiser Franz Josephs I. als dem Chef des Hauses Habsburg-Lothringen nicht publiziert worden war. Da Kaiserin Charlotte die Dokumente, die das Kaiserreich Mexiko betrafen, später dem Papst Pius IX. überlassen habe, wurde angenommen, dass sie „einstweilen als für die Geschichte verloren gelten können“. Nachforschungen, die Theodor von Sickel anstrengte, verliefen ergebnislos.

## Schriften
- Querétaro. Blätter aus meinem Tagebuch in Mexico, von Felix Prinz zu Salm-Salm, General, erstem Flügel-Adjutanten und Chef des Hauses Sr. Hochseligen Majestät des Kaisers Maximilian von Mexiko. Nebst einem Auszuge aus dem Tagebuche der Prinzessin Agnes zu Salm-Salm. In zwei Bänden, Verlag A. Kröner, Stuttgart 1868 (Digitalisat).

## Anekdote
Salm wurde dem Präsidenten Abraham Lincoln durch den Gesandten des Königreichs Preußen als „Prinz“ vorgestellt. Lincoln soll Salm sodann auf die Schulter geklopft und gesagt haben: „Nun, das soll Ihnen bei uns nicht schaden.“

## Rezeption
Der Schriftsteller Karl May griff den Konflikt zwischen Kaiser Maximilian und Benito Juárez in seinem Kolportageroman Waldröschen auf. Sowohl Felix zu Salm-Salm als auch seine Gemahlin treten in diesem Werk auf. Ebenfalls in dem Roman Wilder Lorbeer der Schriftstellerin Juliana von Stockhausen, in dessen Mittelpunkt das Leben seiner Gemahlin Agnes zu Salm-Salm steht, wurden die Militärlaufbahn und die Persönlichkeit Salms künstlerisch rezipiert.